# Engel (jeu de rôle)
Pour les articles homonymes, voir Engel.

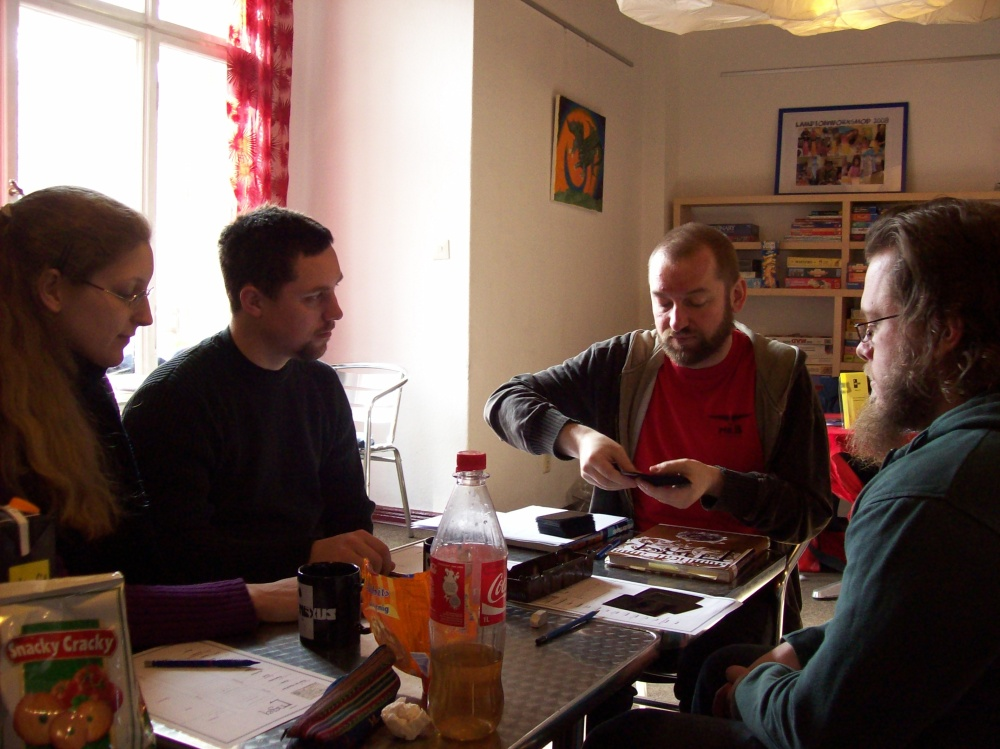
Une partie d'Engel en cours au Burg-Con de Berlin en 2009.

Engel est un jeu de rôle sorti en 2002 et conçu par Oliver Graute, Oliver Hoffmann, Kai Meyer. Dans la version originale allemande, le meneur de jeu et les joueurs tirent des cartes similaires à celles du tarot au lieu de jeter les dés pour determiner l'issue d'une action (ce système de jeu s'appelle le « système d'arcane » en Allemagne) ou au choix le d20 System alors que la version anglaise n'utilise que ce dernier.
L'action se situe dans une Europe inondée et quasi-moyenâgeuse en 2154.
Feder&Schwert a publié le jeu en Allemagne. Feder&Schwert a aussi sorti les séries du Monde des ténèbres et de Donjons et Dragons.
Le groupe In the Nursery a sorti un album de musique comme bande-son du jeu.
Un roman graphique inspiré du jeu intitulé Pandoramicum est sorti.